# ロシアの在外公館の一覧

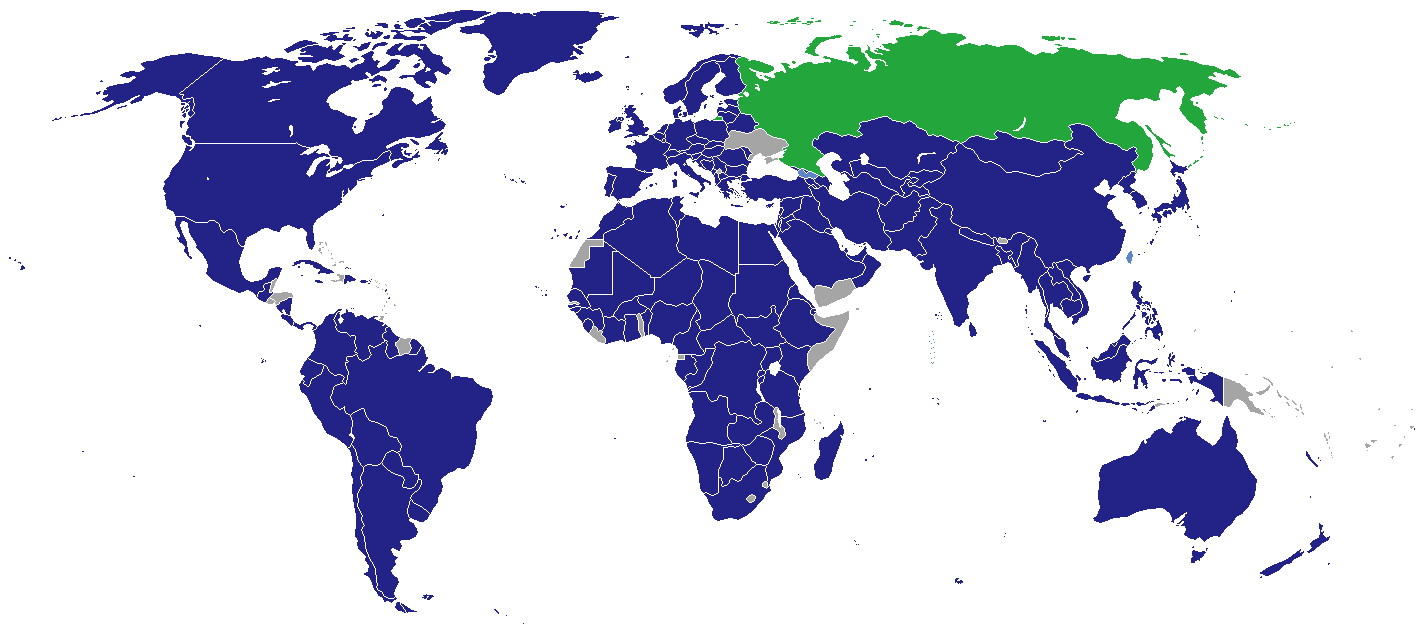
ロシアの在外公館が設置されている国

ロシアの在外公館の一覧では、ロシアの在外公館（大使館、総領事館等）を記す。

## アジア
| - インド - 在インド大使館 (ニューデリー) - 在コルカタ総領事館 (コルカタ) - 在ムンバイ総領事館 (ムンバイ) - 在チェンナイ総領事館 (チェンナイ) - インドネシア - 在インドネシア大使館 (ジャカルタ) - 在デンパサール総領事館 (デンパサール) - カンボジア - 在カンボジア大使館 (プノンペン) - シンガポール - 在シンガポール大使館 (シンガポール) - スリランカ - 在スリランカ大使館 (コロンボ) - タイ - 在タイ大使館 (バンコク) - 台湾 - モスクワ台北経済文化調整委員会 (台北) - 韓国 - 在大韓民国大使館 (ソウル) - 在釜山総領事館 (釜山) - 中国 - 在中華人民共和国大使館 (北京) - 在上海総領事館 (上海) - 在広州総領事館 (広州) - 在ハルピン総領事館 (ハルピン) - 在瀋陽総領事館 (瀋陽) - 在香港総領事館 (香港) - 北朝鮮 - 在朝鮮民主主義人民共和国大使館 (平壌) - 在清津総領事館 (清津) - 日本 - 在日本国大使館 (東京) - 在大阪総領事館 (大阪) - 在新潟総領事館 (新潟) - 在札幌総領事館 (札幌) - 在札幌総領事館函館事務所 (函館) | - ネパール - 在ネパール大使館 (カトマンドゥ) - パキスタン - 在パキスタン大使館 (イスラマバード) - 在カラチ総領事館 (カラチ) - バングラデシュ - 在バングラデシュ大使館 (ダッカ) - 在チッタゴン総領事館（チッタゴン） - フィリピン - 在フィリピン大使館 (マニラ) - 在セブ総領事館 (セブ) - ブルネイ - 在ブルネイ大使館 (バンダルスリブガワン) - ベトナム - 在ベトナム大使館 (ハノイ) - 在ホーチミン総領事館 (ホーチミン市) - 在ダナン総領事館 (ダナン) - マレーシア - 在マレーシア大使館 (クアラルンプール) - ミャンマー - 在ミャンマー大使館 (ヤンゴン) - モンゴル - 在モンゴル大使館 (ウランバートル) - 在エルデネト総領事館 (エルデネト) - 在ダルハン総領事館 (ダルハン) - ラオス - 在ラオス大使館 (ヴィエンチャン) |

## 北米
| - アメリカ合衆国 - 在アメリカ合衆国ロシア連邦大使館 (ワシントンD.C.) - 在ニューヨーク総領事館 (ニューヨーク) - 在ヒューストン総領事館（ヒューストン） - 在シアトル総領事館 (シアトル) | - カナダ - 在カナダ大使館 (オタワ) - 在トロント総領事館 (トロント) - 在モントリオール総領事館 (モントリオール) |

## 中南米
| - アルゼンチン - 在アルゼンチン大使館 (ブエノスアイレス) - ウルグアイ - 在ウルグアイ大使館 (モンテビデオ) - エクアドル - 在エクアドル大使館 (キト) - ガイアナ - 在ガイアナ大使館 (ジョージタウン) - キューバ - 在キューバ大使館 (ハバナ) - 在サンティアーゴ・デ・クーバ総領事館（サンティアーゴ・デ・クーバ） - グアテマラ - 在グアテマラ大使館（グアテマラシティー） - コスタリカ - 在コスタリカ使館 (サンホセ) - コロンビア - 在コロンビア大使館 (ボゴタ) - ジャマイカ - 在ジャマイカ大使館 (キングストン) | - チリ - 在チリ大使館 (サンティアゴ・デ・チレ) - ニカラグア - 在ニカラグア大使館 (マナグア） - パラグアイ - 在パラグアイ大使館（アスンシオン） - パナマ - 在パナマ大使館 (パナマシティ) - ブラジル - 在ブラジル大使館 (ブラジリア) - 在サンパウロ総領事館 (サンパウロ) - 在リオデジャネイロ総領事館 (リオデジャネイロ) - ベネズエラ - 在ベネズエラ大使館 (カラカス) - ペルー - 在ペルー大使館 (リマ) - ボリビア - 在ボリビア大使館 (ラパス) - メキシコ - 在メキシコ大使館 (メキシコシティ) |

## ヨーロッパ
NIS諸国を含む。
| - アブハジア - 在アブハジア大使館（スフミ） - アイスランド - 在アイスランド大使館 (レイキャビク) - アイルランド - 在アイルランド大使館 (ダブリン) - アゼルバイジャン - 在アゼルバイジャン大使館 (バクー) - アルバニア - 在アルバニア大使館 (ティラナ) - アルメニア - 在アルメニア大使館 (エレバン) - 在ギュムリ総領事館（ギュムリ） - イタリア - 在イタリア大使館 (ローマ) - 在ミラノ総領事館 (ミラノ) - 在ジェノバ総領事館 (ジェノバ) - 在パレルモ総領事館 (パレルモ) - ウクライナ - 在ウクライナ大使館 (キエフ) - 在ハルキウ総領事館 (ハルキウ) - 在オデッサ総領事館 (オデッサ) - 在リヴィウ総領事館 (リヴィウ) - ウズベキスタン - 在ウズベキスタン大使館 (タシケント) - イギリス - 在イギリス大使館 (ロンドン) - 在エジンバラ総領事館 (エジンバラ) - エストニア - 在エストニア大使館 (タリン) - 在ナルヴァ総領事館 (ナルヴァ) - 在タルトゥ領事部 (タルトゥ) - オーストリア - 在オーストリア大使館 (ウィーン) - 在ザルツブルク総領事館 (ザルツブルク) - オランダ - 在オランダ大使館 (ハーグ) - カザフスタン - 在カザフスタン大使館 (アスタナ) - 在アルマトイ総領事館 (アルマトイ) - 在オラル総領事館 (オラル) - 北マケドニア - 在マケドニア大使館 (スコピエ) - 在ビトラ総領事館 (ビトラ) - キプロス - 在キプロス大使館 (ニコシア) - ギリシャ - 在ギリシャ大使館 (アテネ) - 在テッサロニキ総領事館 (テッサロニキ) - キルギス - 在キルギス大使館 (ビシュケク) - 在オシ総領事館 (オシ) - クロアチア - 在クロアチア大使館 (ザグレブ) - ジョージア - 在ジョージア利益代表処 (トビリシ) - スイス - 在スイス大使館 (ベルン) - 在ジュネーヴ総領事館 (ジュネーヴ) - スウェーデン - 在スウェーデン大使館 (ストックホルム) - 在ヨーテボリ総領事館 (ヨーテボリ) - スペイン - 在スペイン大使館 (マドリッド) - 在バルセロナ総領事館 (バルセロナ) - スロバキア - 在スロバキア大使館 (ブラチスラバ) - スロベニア - 在スロベニア大使館 (リュブリャナ) - セルビア - 在セルビア大使館 (ベオグラード) - タジキスタン - 在タジキスタン大使館 (ドゥシャンベ) - 在ホジェンド総領事館 (ホジェンド) | - チェコ - 在チェコ大使館 (プラハ) - 在ブルノ総領事館 (ブルノ) - 在カルロヴィ・ヴァリ総領事館 (カルロヴィ・ヴァリ) - デンマーク - 在デンマーク大使館 (コペンハーゲン) - ドイツ - 在ドイツ大使館 (ベルリン) - 在ボン総領事館 (ボン) - 在ライプツィヒ総領事館 (ライプツィヒ) - 在ハンブルク総領事館 (ハンブルク) - 在フランクフルト総領事館 (フランクフルト) - 在ミュンヘン総領事館 (ミュンヘン) - トルクメニスタン - 在トルクメニスタン大使館 (アシガバート) - 在トルクメンバシ総領事館 (トルクメンバシ) - ノルウェー - 在ノルウェー大使館 (オスロ) - 在キルケネス総領事館 (キルケネス) - 在バレンツブルク総領事館 (バレンツブルク) - バチカン - 在バチカン大使館 ( イタリア ローマ) - ハンガリー - 在ハンガリー大使館 (ブダペスト) - 在デブレツェン総領事館 (デブレツェン) - フィンランド - 在フィンランド大使館 (ヘルシンキ) - 在トゥルク総領事館 (トゥルク) - 在マリエハムン領事館 (マリエハムン) - 在ラッペーンランタ領事部 (ラッペーンランタ) - フランス - 在フランス大使館 (パリ) - 在ストラスブール総領事館 (ストラスブール) - 在マルセイユ総領事館 (マルセイユ) - ブルガリア - 在ブルガリア大使館 (ソフィア) - 在ヴァルナ総領事館 (ヴァルナ) - 在ルセ総領事館 (ルセ) - ベラルーシ - 在ベラルーシ大使館 (ミンスク) - 在ブレスト総領事館 (ブレスト) - ベルギー - 在ベルギー大使館 (ブリュッセル) - 在アントウェルペン総領事館 (アントウェルペン) - ポーランド - 在ポーランド大使館 (ワルシャワ) - 在クラクフ総領事館 (クラクフ) - 在ポズナン総領事館 (ポズナン) - 在グダニスク総領事館 (グダニスク) - ボスニア・ヘルツェゴビナ - 在ボスニア・ヘルツェゴビナ大使館 (サラエボ) - ポルトガル - 在ポルトガル大使館 (リスボン) - マルタ - 在マルタ大使館 (バレッタ) - 南オセチア - 在南オセチア大使館 (ツヒンヴァリ) - モルドバ - 在モルドバ大使館 (キシナウ) - モンテネグロ - 在モンテネグロ大使館 (ポドゴリツァ) - ラトビア - 在ラトビア大使館 (リガ) - 在ダウガフピルス総領事館 (ダウガフピルス) - 在リエパーヤ総領事館 (リエパーヤ) - リトアニア - 在リトアニア大使館 (ヴィリニュス) - 在クライペダ総領事館 (クライペダ) - ルーマニア - 在ルーマニア大使館 (ブカレスト) - 在コンスタンツァ総領事館 (コンスタンツァ) - ルクセンブルク - 在ルクセンブルク大使館 (ルクセンブルク市) |

## 中東
| - アフガニスタン - 在アフガニスタン大使館（カーブル） - 在マザーリシャリーフ総領事館（マザーリシャリーフ） - アラブ首長国連邦 - 在アラブ首長国連邦大使館 (アブダビ) - 在ドバイ総領事館 (ドバイ) - イエメン - 在イエメン大使館 (サナア) - 在アデン総領事館 (アデン) - イスラエル - 在イスラエル大使館 (テルアビブ) - 在ハイファ総領事館 (ハイファ) - イラク - 在イラク大使館 (バグダード) - 在アルビール総領事館 (アルビール) - イラン - 在イラン大使館 (テヘラン) - 在エスファハーン総領事館（エスファハーン） - 在ラシュト総領事館（ラシュト） - オマーン - 在オマーン大使館 (マスカット) - カタール - 在カタール大使館 (ドーハ) | - キプロス - 在キプロス大使館（ニコシア） - クウェート - 在クウェート大使館 (クウェート市) - サウジアラビア - 在サウジアラビア大使館 (リヤド) - 在ジッダ総領事館 (ジッダ) - シリア - 在シリア大使館 (ダマスカス) - トルコ - 在トルコ大使館 (アンカラ) - 在イスタンブール総領事館 (イスタンブール) - 在アンタルヤ総領事館 (アンタルヤ) - 在トラブゾン総領事館 (トラブゾン) - バーレーン - 在バーレーン大使館 (マナーマ) - パレスチナ - 在パレスチナ代表事務所 (ラマッラ) - ヨルダン - 在ヨルダン大使館 (アンマン) - レバノン - 在レバノン大使館 (ベイルート) |

## アフリカ
| - アルジェリア - 在アルジェリア大使館 (アルジェ) - 在アンナバ総領事館（アンナバ） - アンゴラ - 在アンゴラ大使館 (ルアンダ) - ウガンダ - 在ウガンダ大使館 (カンパラ) - エジプト - 在エジプト大使館 (カイロ) - 在アレクサンドリア総領事館 (アレクサンドリア) - エチオピア - 在エチオピア大使館 (アディスアベバ) - エリトリア - 在エリトリア大使館 (アスマラ) - ガーナ - 在ガーナ大使館 (アクラ) - カーボベルデ - 在カーボベルデ大使館 (プライア) - ガボン - 在ガボン大使館 (リーブルヴィル) - カメルーン - 在カメルーン大使館 (ヤウンデ) - ギニア - 在ギニア大使館 (コナクリ) - ギニアビサウ - 在ギニアビサウ大使館 (ビサウ) - ケニア - 在ケニア大使館 (ナイロビ) - コートジボワール - 在コートジボワール大使館 (アビジャン) - コンゴ共和国 - 在コンゴ共和国大使館 (ブラザヴィル) - コンゴ民主共和国 - 在コンゴ民主共和国大使館 (キンシャサ) - ザンビア - 在ザンビア大使館 (ルサカ) - ジブチ - 在ジブチ大使館（ジブチ市） - ジンバブエ - 在ジンバブエ大使館 (ハラレ) - スーダン - 在スーダン大使館 (ハルツーム) | - セーシェル - 在セーシェル大使館 (ヴィクトリア) - セネガル - 在セネガル大使館 (ダカール) - タンザニア - 在タンザニア大使館 (ダルエスサラーム) - チャド - 在チャド大使館 (ンジャメナ) - 中央アフリカ - 在中央アフリカ大使館 (バンギ) - チュニジア - 在チュニジア大使館 (チュニス) - ナイジェリア - 在ナイジェリア大使館 (アブジャ) - 在ラゴス総領事館 (ラゴス) - ナミビア - 在ナミビア大使館 (ウィントフック) - ブルンジ - 在ブルンジ大使館 (ブジュンブラ) - ベナン - 在ベナン大使館 (コトヌー) - ボツワナ - 在ボツワナ大使館 (ハボローネ) - マダガスカル - 在マダガスカル大使館 (アンタナナリボ) - マリ - 在マリ大使館 (バマコ) - 南アフリカ共和国 - 在南アフリカ共和国大使館 (プレトリア) - 在ケープタウン総領事館 (ケープタウン) - モーリシャス - 在モーリシャス大使館 (ポートルイス) - モーリタニア - 在モーリタニア大使館 (ヌアクショット) - モザンビーク - 在モザンビーク大使館 (マプト) - モロッコ - 在モロッコ大使館 (ラバト) - 在カサブランカ総領事館（カサブランカ） - リビア - 在リビア大使館 (トリポリ) - ルワンダ - 在ルワンダ大使館 (キガリ) |

## 大洋州
| - オーストラリア - 在オーストラリア大使館 (キャンベラ) - 在シドニー総領事館 (シドニー) - ニュージーランド - 在ニュージーランド大使館 (ウェリントン) |

## 国際機関代表部
| - アジア太平洋経済社会委員会ロシア政府代表部（バンコク） - 欧州連合ロシア政府代表部 (ブリュッセル) - ジュネーブ国際機関ロシア政府代表部 (ジュネーヴ) | - 国際連合ロシア政府代表部 (ニューヨーク) - 化学兵器禁止機関ロシア政府代表部 (デン・ハーグ) - ウィーン国際機関ロシア政府代表部 (ウィーン) |